# Dmitrij Mietielski
Dmitrij Sawieljewicz Mietielski (ros. Дмитрий Савельевич Метельский, ur. 1921 we wsi Fiodorowka w powiecie zasławskim w guberni wołyńskiej, obecnie rejon krasiłowski w obwodzie chmielnickim; zm. 2004 w rejonie Tajynsza w obwodzie północnokazachstańskim) – brygadzista sowchozu, Bohater Pracy Socjalistycznej.

## Życiorys
Urodził się w polskiej rodzinie chłopskiej. Od 1938 pracował na roli w obwodzie północnokazachstańskim, podczas wojny ZSRR z Niemcami został zmobilizowany do Armii Czerwonej, od 1943 walczył na froncie. Za zasługi bojowe został odznaczony czterema medalami i polskim orderem. W 1946 został zdemobilizowany i wrócił do pracy na roli w obwodzie kokczetawskim (na który przemianowano obwód północnokazachstański), ukończył kursy mechanizatorów przy Stacji Maszynowo-Traktorowej i został traktorzystą. W 1961 został brygadzistą brygady sowchozu; na tym stanowisku zdobył doświadczenie organizatora produkcji rolnej i przyczynił się do wzrostu plonów. W 1981 przeszedł na emeryturę.

## Odznaczenia
- Medal Sierp i Młot Bohatera Pracy Socjalistycznej (19 kwietnia 1967)
- Order Lenina (19 kwietnia 1967)
- Medal „Za pracowniczą dzielność” (23 czerwca 1966)
- Krzyż Srebrny Orderu Virtuti Militari (Polska Ludowa)

I medale.